# فرودگاه اسمیرنا (تنسی)
فرودگاه اسمیرنا (تنسی) (به انگلیسی: Smyrna Airport (Tennessee)) یک فرودگاه همگانی با کد یاتا MQY است که یک باند فرود آسفالت دارد و طول باند آن ۲۴۵۰ متر است. این فرودگاه در کشور ایالات متحده آمریکا قرار دارد و در ارتفاع ۱۶۵٫۵ متری از سطح دریا واقع شده است.